# Матрона Солунска
Матрона Солунска, као сирота девојка била је служавка у кући једног Јеврејина у Солуну. Жена тога Јеврејина непрестано се ругаше Матрони због њене вере у Христа и нагоњаше је да одбаци Христа и да иде у синагогу. Но кротка Матрона савесно иђаше за својим послом и не одговараше госпођи својој ништа, а у потаји се мољаше Христу Богу. Једном дозна Јеврејка, да је Матрона кришом од ње ишла у цркву, па сва гневна упита је зашто није ишла у синагогу него у цркву? На то Матрона одговори: „зато што у хришћанској Цркви Бог живи, а од синагоге јеврејске Он одступи.“ Бесна због тако мужественог одговора, Јеврејка је истуче и затвори у једну мрачну одају, где је поврх тога још и веза. Но сутрадан нађе је одвезану силом Божјом како клечи на молитви и хвали Бога. После је у два маха поново затвараше док је најзад глађу не умори. Тада узе опака жена тело свете девојке и баци са висине своје куће на земљу. Хришћани узму тело мученице и чесно сахране, а Александар епископ, сазнавши за многа догођена чудеса од свете мученица, подиже цркву на гробу њеном. А злу Јеврејку ускоро постиже праведна казна са оног истог места на кући, са кога је бацила доле тело Матронино, она се омакне, падне на калдрму и разбије се на мртво.